# Brachyplatystoma filamentosum
Brachyplatystoma filamentosum, піраїба або кумакума — вид великого сома з родини  Pimelodidae та роду Brachyplatystoma, який водиться у басейнах річок Амазонки та Ориноко в Гвіані та на північному сході Бразилії.

## Поширення
Це дуже поширений вид, що водиться в річках та лиманах вододілів Амазонки та Ориноко, Гвіани та північного сходу Бразилії.

## Опис
Зростає завдовжки 2,8 м. Найбільша піраїба в Амазонці була 2-2,5 м вагою понад 150 кг.
Спинка від темного до світло-сірого кольору з невеликими темними плямами на хвостовому плавнику або квітконосі. Спинний плавник із рожевим відтінком. Хвостовий плавник глибоко роздвоєний. У неповнолітніх спостерігаються темні плями на тілі або плями.
Вона цілком рибоїдна полює на лорікаріїд та інших риб, що мешкають на дні.

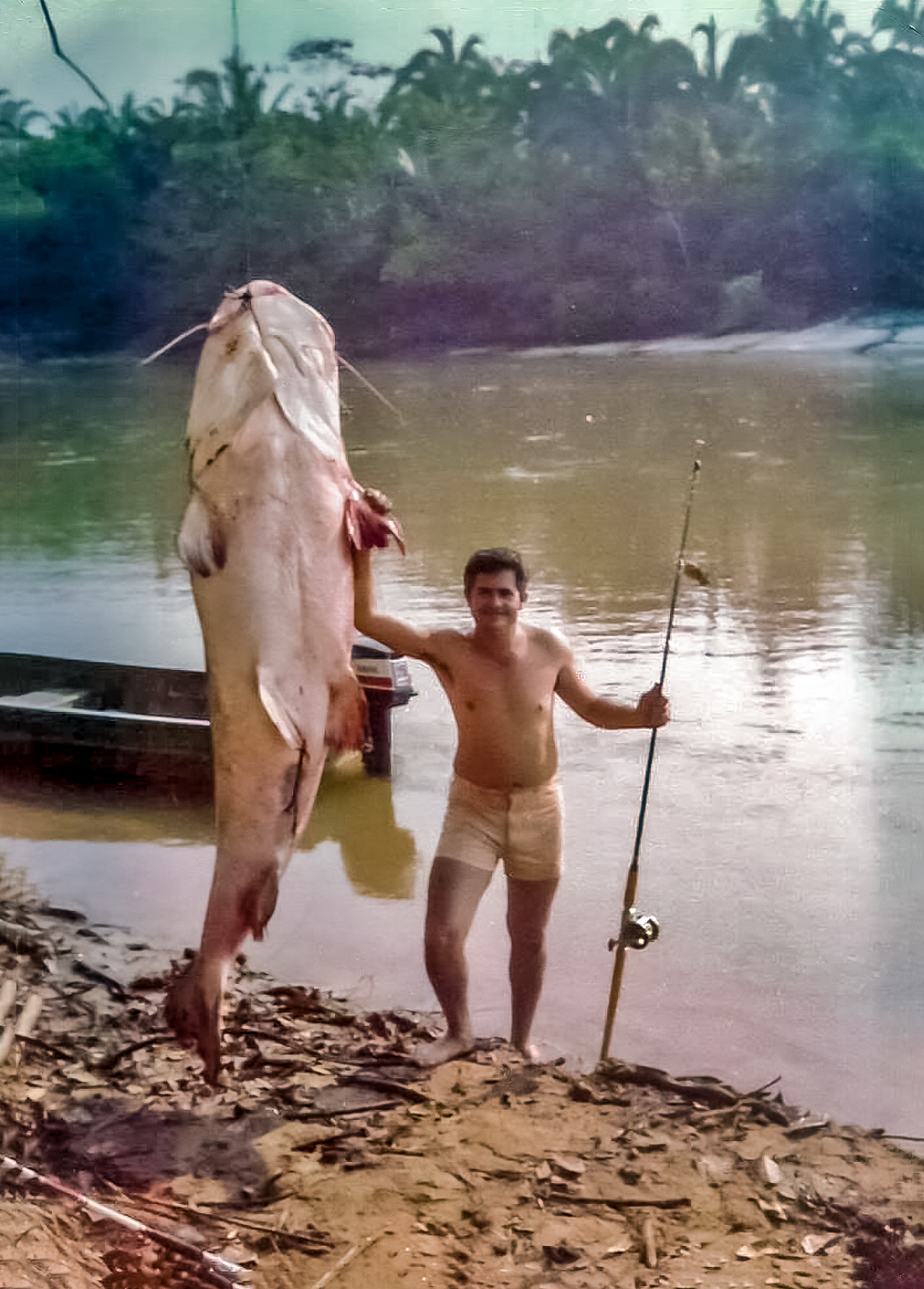

## Екологія
Вона мешкає як у прісноводних, так і в солонуватих водних системах. Це донна потамодромна риба, яка зазвичай населяє глибші проточні протоки з м'яким дном.

## Використання
Хоча це масивний вид, піраїба вважається мисливською та промисловою рибою. Як правило, нешкідлива риба, вона, як відомо, є полює на рибу, однак уміст шлунку включає частини мавп.